# General Rodríguez
General Rodríguez è una città dell'Argentina, capoluogo dell'omonimo partido nella provincia di Buenos Aires.

## Geografia
General Rodríguez è situata 57 km ad ovest di Buenos Aires, nella parte occidentale dell'area metropolitana bonaerense.

## Toponimia
Il nome della località richiama quello del generale Martín Rodríguez, un militare distintosi nella guerra d'indipendenza argentina e divenuto successivamente governatore della provincia di Buenos Aires.

## Storia
In epoca coloniale la zona era conosciuta con il toponimo di Cañada de Escobar. Nel 1864 la zona fu raggiunta dalla ferrovia e, grazie alla creazione di una stazione, iniziò ad svilupparsi attorno a quest'ultima un nuovo centro abitato.

## Economia
General Rodríguez è sede di numerose attività industriali, tra le quali spiccano il colosso caseario La Serenísima e l'AGCO, dove vengono prodotti trattori e mietitrebbie di motori Massey Ferguson, Valtra e AGCO Power.

## Sport
La principale società sportiva della città è il Club Deportivo y Mutual Leandro N. Alem.